# Eleotris acanthopoma
Eleotris acanthopoma är en fiskart som beskrevs av Bleeker, 1853. Eleotris acanthopoma ingår i släktet Eleotris och familjen Eleotridae. IUCN kategoriserar arten globalt som livskraftig. Inga underarter finns listade i Catalogue of Life.